# Wilhelm Rott
Wilhelm Rott (* 25. Januar 1908 in Düsseldorf; † 27. Januar 1967 in Remscheid-Lüttringhausen) war ein deutscher Theologe, Widerstandskämpfer und evangelischer Pfarrer.

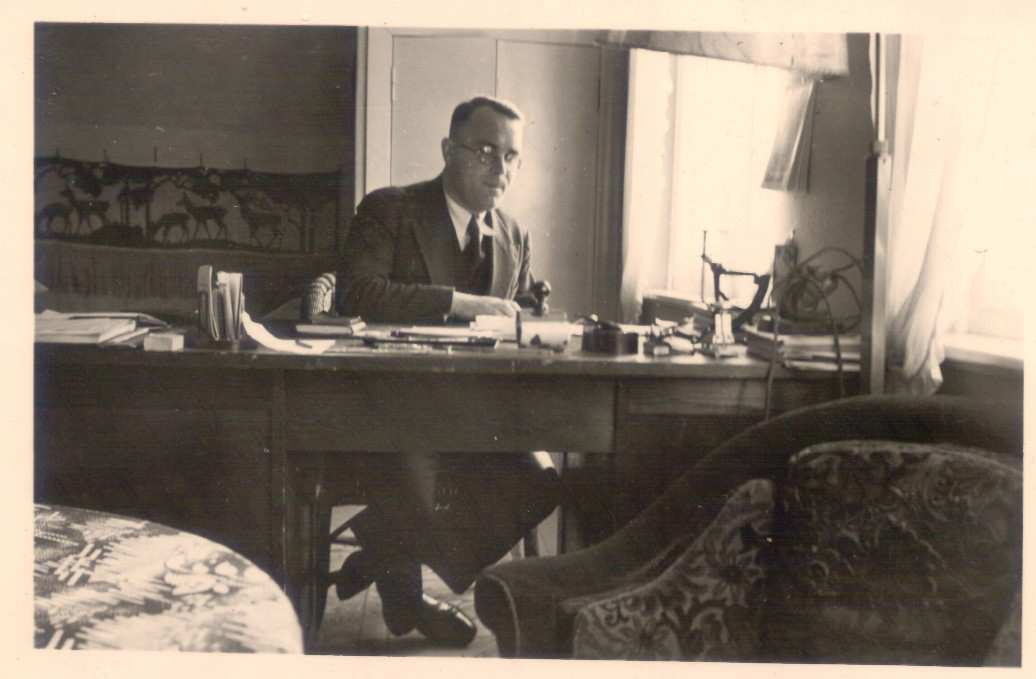
Wilhelm Rott an seinem Arbeitsplatz in Berlin

## Leben
Wilhelm Rott wuchs als mittleres von drei Geschwistern auf. Sein Vater war selbständiger Schneidermeister.

### Studium

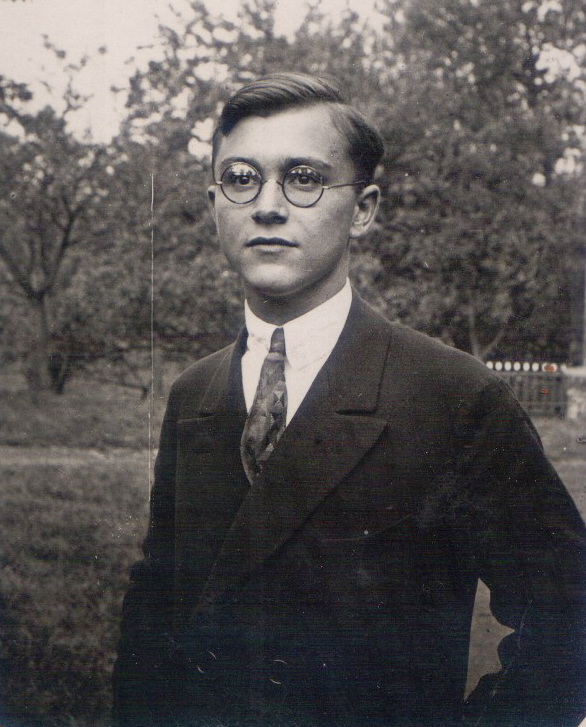
W. Rott als Student

Wilhelm Rott begann sein Studium in Tübingen 1927 mit den Hauptfächern Geschichte und Deutsch und als nebenfach Theologie. Zusammen mit anderen Theologiestudenten engagierte er sich hier in der jugendbewegt-reformierten Gilde Rüdiger von Bechelaren. In Marburg kam er mit der Entmythologisierungstheologie von Rudolf Bultmann in Berührung und der Seinsphilosophie Martin Heideggers. In Berlin hörte er den Kirchenhistoriker und pragmatischen Reformer Adolf von Harnack, einen theologischen Ziehvater Dietrich Bonhoeffers. Für ihn war Karl Barth die theologische, pädagogische und politische Antwort auf seine Fragen, insbesondere, nachdem er die ‚Kirchliche Dogmatik‘ veröffentlicht hatte.
In der verworrenen Situation der Weimarer Republik sah Rott eine Umbruchsituation der Moderne, die eine neue geistige Orientierung notwendig machte, die jedoch von keiner politischen Seite angeboten wurde. Umso mehr fühlte er Theologie und Kirche in der Verantwortung.

### Studienabschluss und Vikariat
Nach dem Abschluss des Studiums begann Rott mit einer Dissertation über Martin Bucer. In diesem Vermittler zwischen den verhärteten Fronten der Reformationszeit sah er ein Vorbild, wie in geistigen Umbruchsituationen Kompromisse gefunden werden können. Im Mai 1933 trat er zunächst eine Hilfspredigerstelle in Neuss an, ab April 1934 bei Superintendent Barnstein in Mülheim/Ruhr. Da er sich einer Protestnote rheinischer Hilfsprediger und Vikare gegen eine Vormachtstellung der Deutschen Christen in den Predigerseminaren anschloss, wurde er aus dem Kirchendienst der Rheinischen Landeskirche entlassen. Mittlerweile hatte sich jedoch nach der Bekenntnissynode in Barmen der Bruderrat formiert. Von ihm wurde W. Rott weiter als „illegaler“ Pfarrer angestellt.

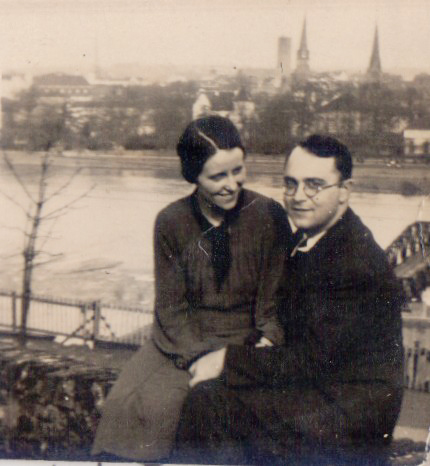
Wilhelm Rott und Anni Reining

In Mülheim lernte Rott in der Gemeinde von Ernst Barnstein Anni Reining kennen. Sie stand ihm von nun an bis zu seinem Lebensende zur Seite.

### Mitarbeit in der Bekennenden Kirche
Rott begann seine Tätigkeit im Predigerseminar der Bekennenden Kirche als Studieninspektor an der Seite von Dietrich Bonhoeffer.

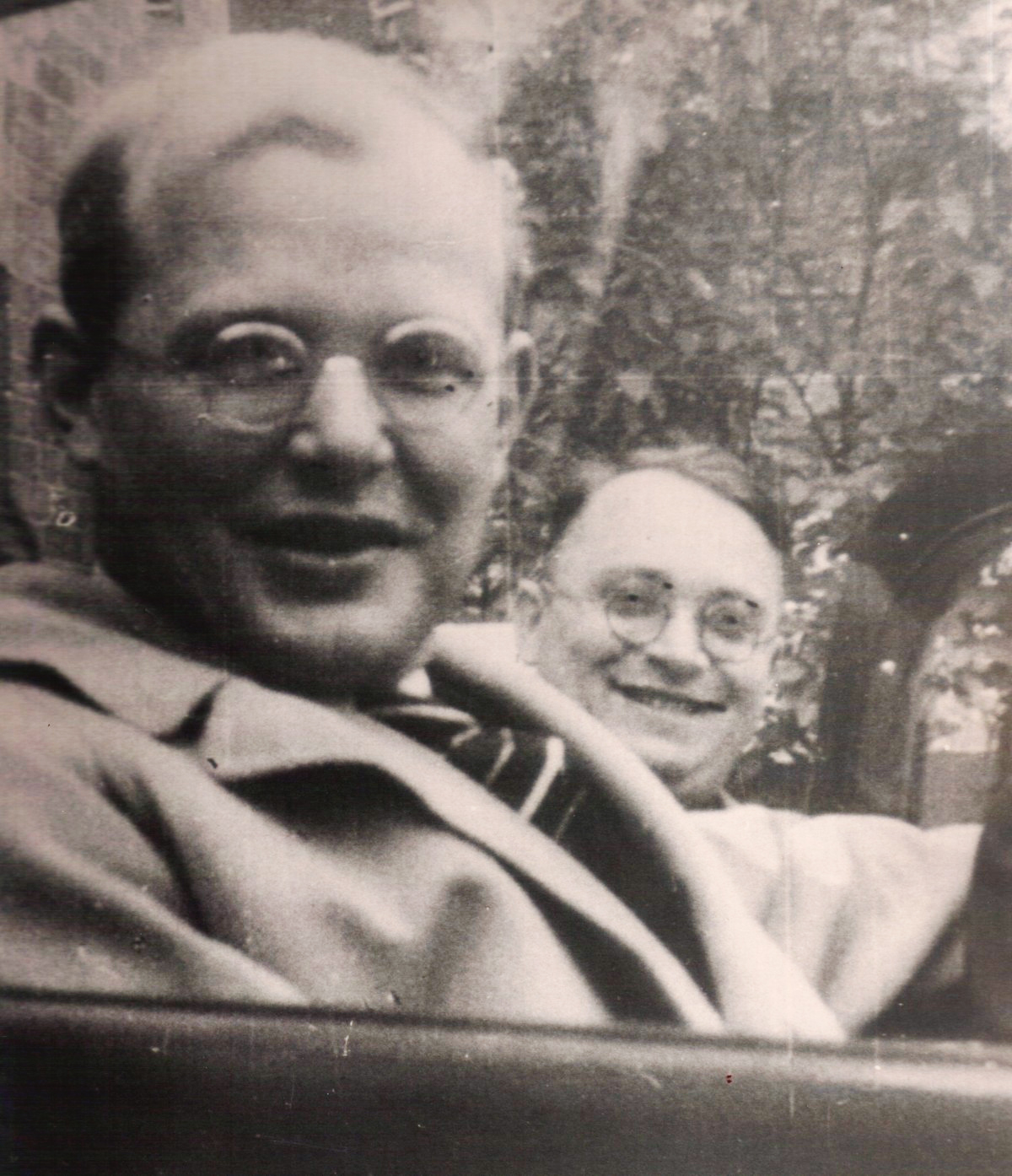
Wilhelm Rott – im Hintergrund – und Dietrich Bonhoeffer

Die von Bonhoeffer im Predigerseminar Finkenwalde ausgeführten theologischen Ansätze, mit der Situation einigermaßen umgehen zu können, wie die Schrift „Nachfolge“ und „Gemeinsames Leben“ entwarfen ein Kirchenverständnis, dem sich W. Rott anschließen konnte. Jedoch erlebte sich Rott als reformierter Theologe auch als notwendiger Antagonist des lutherischen Theologen Bonhoeffers, insbesondere in der Frage nach der Form des geforderten persönlichen Widerstandes. Hilfreich in ihren persönlichen Entscheidungen war beiden Theologen der Austausch mit Ruth von Kleist-Retzow.
Die Wege von Rott und Bonhoeffer trennten sich zunächst. Rott wurde als Mitarbeiter der Vorläufigen Kirchenleitung in Berlin ab 1. März 1937 nach eigenen Angaben zuständig für:
„Schul- und Erziehungsfragen, Geschäftsführer der Kammer für kirchlichen Unterricht bei der VKL, Besuchsdienst in den Landeskirchen, christliche Nichtarierbetreuung, Verbindung mit dem altpreußischen Rat (Niesel) und Konferenz der Landesbruderräte (Präses Scharf), Katechet. Arbeit in Verbindung mit Dr. Hammelsbeck und Missionsdirektor Lokies –Gossnershaus so wie G. Dehn.“

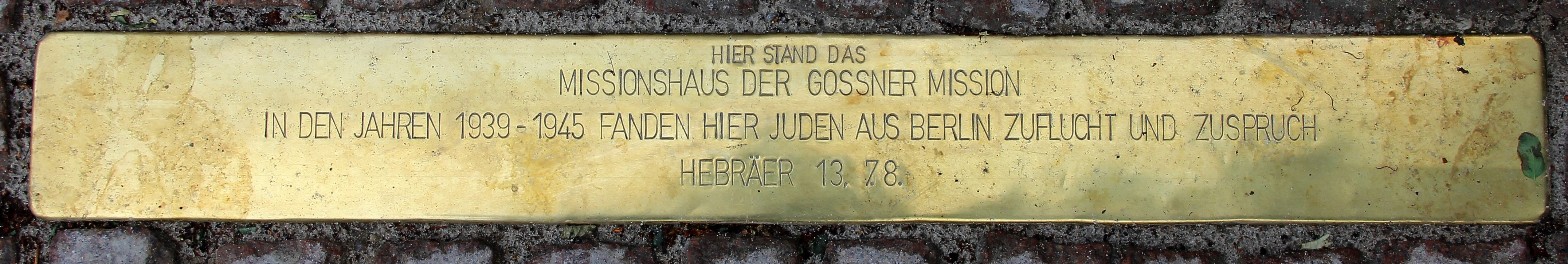
Im Gossner-Haus erhielten Juden aus Berlin Zuflucht

Die Gangart der nationalsozialistischen Ideologen um Alfred Rosenberg, das Christentum zu einer „völkischen Religion“ umzuprogrammieren, ging zunehmend gezielt in die Alltagspropaganda ein. Hinzu kam die vielfältige Komplizenschaft der Kirchen. Die Gemeinden, die sich der Bekennenden Kirche angeschlossen hatten, benötigten eine eigenständige Unterrichtung in Glaubensfragen durch die BK. Hiermit wurde W. Rott betraut. Dazu erarbeitete er Schriften wie „Die Evangelische Christenlehre“ zusammen mit Martin Albertz und „Konfirmation, ein Studienbuch“, zusammen mit Günther Dehn, die er bei seinen Besuchen in den Gemeinden vorstellte und verteilte, eine Arbeit, die zunehmend gefährlicher wurde. Dazu kam, dass eine umfangreiche Reisetätigkeit notwendig wurde, die mit der Ausweitung von Kriegshandlungen in Deutschland immer komplizierter und anstrengender wurde. Durch seine katechetische Tätigkeit war Rott mit den führenden Vertretern der BK in ganz Deutschland verbunden, er traf sich jedoch auch u. a. mit den Landesbischöfen Württembergs Theophil Wurm und Bayerns Hans Meiser.
Rott hielt regelmäßig Kontakt zum Büro Grüber, dem Burckhardthaus in Berlin (Einrichtung des Evangelischen Jungmädchenwerks) und der Gossner-Mission, den Anlaufstellen für verfolgte Christen jüdischer Herkunft in Berlin. Charlotte Friedenthal, eine der Jüdinnen, die in der „Operation U-7“ gerettet worden waren, war zuvor jahrelang seine Sekretärin. Eine genauere Erforschung seiner Aktivitäten zum Schutz und zur Rettung von verfolgten Juden steht noch aus.
Ganz bewusst entschloss sich Rott trotz der allgegenwärtigen und seiner besonderen Gefährdung zur Heirat mit Anni Reining am 16. April 1940. Das Ehepaar sah darin einen Akt des Widerstandes gegen den Geist der Lebensvernichtung. Während des Krieges wurden sie Eltern von zwei, danach nochmals von weiteren fünf Kindern.
Den Kontakt zu Dietrich Bonhoeffer hielt er, solange dies möglich war.
Nach mehreren Inhaftierungen durch die Gestapo und der Verhaftung Dietrich Bonhoeffers und Hans von Dohnanyis konnte seine Freistellung vom Wehrdienst nicht mehr länger fortgeführt werden. Aufgrund bereits bestehender militärischer Zuordnung zur Abteilung von General Hans Oster kam er als Soldat des Amtes Abwehr nach Athen. Nach Kriegsende wurde er auf dem Rückzug im Mai 1945 durch die US-Armee im Internierungslager Moosburg gefangen genommen und trotz seiner Tätigkeit im Widerstand bis Mai 1946 interniert. Die Zeit im Internierungslager Moosburg nutzte er zum Aufbau der evangelischen Lagergemeinde. In diese Zeit fiel das Stuttgarter Schuldbekenntnis der sich neu konstituierenden EKD. Die Differenzierung zwischen der Kollektivschuld der Deutschen und dem Bekenntnis zur individuellen Mittäterschaft in der nationalsozialistischen Verbrechensherrschaft wurde für die Gemeindemitglieder zu einem wichtigen Anliegen und führte für viele zu einem Neubeginn.

### Nach dem Krieg
Nach seiner Freilassung erhielt er mehrere Angebote durch seine ehemaligen Kollegen aus der BK, an führender Stelle im Bereich der sich neu bildenden Evangelischen Kirche Deutschlands mitzuarbeiten. Entsprechend seinem langjährigen Wunsch nach seelsorglicher Arbeit als Gemeindepfarrer lehnte er diese Angebote jedoch ab und übernahm ein Pfarramt in der völlig zerstörten Stadt Koblenz. Mit der finanziellen Hilfe einer amerikanischen kirchlichen Hilfsorganisation konnte er hungernde und ausgebrannte Flüchtlingsfamilien unterstützen. Vor allem nutzte er die Gelder zum Aufbau einer intensiven Jugendarbeit und zum Angebot von Familienfreizeiten.
Der Schwerpunkt lag für ihn jedoch in einer politisch engagierten Predigttätigkeit im Sinne einer Bekenntnistheologie und im Aufbau einer evangelisch verantwortlichen Erwachsenenbildung im Sinne einer Akademiearbeit. Dabei versuchte er – wie zuvor im Internierungslager Moosburg – ein Verständnis des Einzelnen in die Verwicklung mit der nationalsozialistischen Geisteshaltung zu erreichen und seelsorglich aufzulösen.
Er beteiligte sich an der Vernetzung von praktischen Theologen in Europa, die in der Zeit des Nationalsozialismus in der kirchlichen Opposition gearbeitet hatten. Ein von ihm mitorganisiertes Treffen zum Austausch mit polnischen und tschechischen Kollegen fand bereits 1947 statt, mit französischen Pastoren der Résistance 1950. Mit letzteren hatte ihn über seinen Studienfreund in Bonn Roland de Pury eine die Kriegsereignisse überdauernde Freundschaft verbunden. Er hielt den Kontakt zum Ökumenischen Rat der Kirchen, der ihm bereits in seiner Zeit in der BK sehr hilfreich war, ebenso wie mit Karl Barth, der das Darmstädter Wort mit verfasste.
1962 nahm er an einer halboffiziellen Delegation der EKD mit Propst Grüber nach Israel teil.
Auf den Synoden der EKD setzte er sich ein für die Anerkennung des Staates Israel. Gemeinsam mit Martin Niemöller, Gustav Heinemann und Helmut Gollwitzer engagierte er sich öffentlich gegen den Militärseelsorgevertrag, vor allem auch, da dieser die Trennung der EKD in eine westdeutsche und ostdeutsche Kirche mit sich brachte.

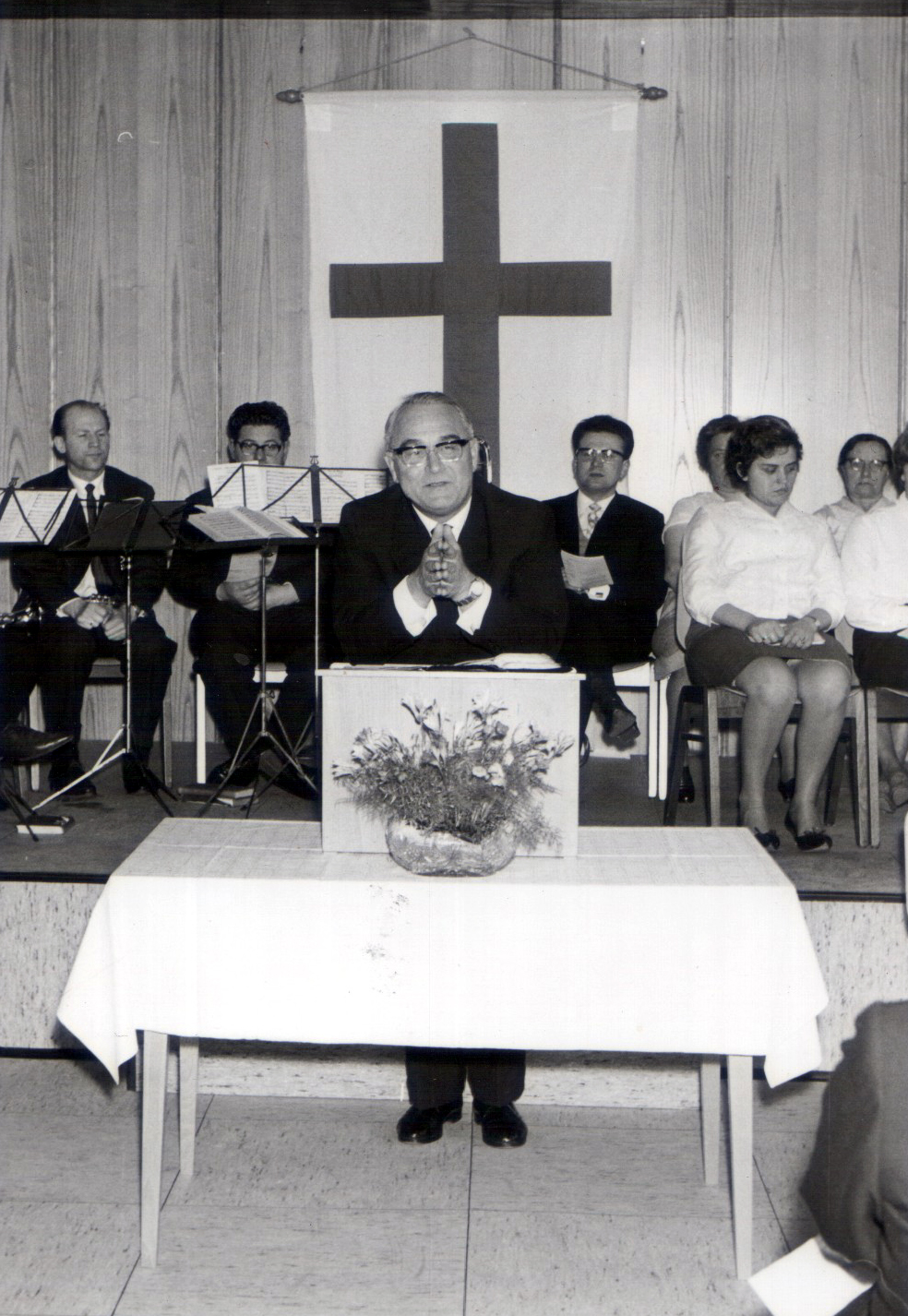
Wilhelm Rott bei einer Vortragsveranstaltung

Von der Entwicklung von Staat und Kirche unter Konrad Adenauer und Otto Dibelius war er zunehmend enttäuscht, insbesondere nachdem der Militärseelsorgevertrag unterzeichnet worden war. Über die Entwicklung der „Kirche im Sozialismus“ blieb er mit Albrecht Schönherr im Gespräch. Zunehmend setzten sich auch im „Moosburger Bruderkreis“, der aus ehemaligen Inhaftierten des Internierungslagers Moosburg hervorgegangen war, die konservativen Kräfte durch. Weiterhin war er bemüht, in öffentlichen Vorträgen für eine Reform der EKD einzutreten. Sein Einsatz als evangelischer Theologe aus der Erfahrung der BK heraus bestand für ihn notwendigerweise immer in einem sozialpolitischen Engagement, das ab 1960 bildungspolitische Themen mit beinhaltete.
Im Oktober 1959 wurde er Superintendent des Kirchenkreises Koblenz. Neben den von ihm geschätzten Ausbildungstätigkeiten fielen ihm damit vermehrt verwaltungstechnische Aufgaben zu, die Sachzwänge abverlangten. Seine Hoffnung auf eine Erneuerung der Kirche durch eine Zusammenarbeit mit der katholischen Kirche in der Ökumene, die er auf einem persönlichen Kontakt mit Karl Rahner aufbaute, erfüllten sich nicht in dem Maße, wie er sich dies gewünscht hatte.
Er verstarb wenige Tage nach seinem 59. Geburtstag nach kurzer Krankheitszeit.
Aus der Traueransprache des Staatssekretärs Buchheim am 1. Februar 1967:
In der damaligen Landeshauptstadt Koblenz … war er bei allem seinem Tun bemüht, im Miteinander von Christengemeinde und Bürgergemeinde, von Kirche und Staat dem Leitbild der Barmer Erklärung Geltung zu verschaffen …

## Bedeutung
Wie andere Überlebende des Predigerseminars Finkenwalde (Albrecht Schönherr, Eberhard Bethge) fühlte sich Wilhelm Rott dem dort begonnenen theologischen Konzept verpflichtet. Er sah in dessen Fortsetzung auch unter veränderten Umständen wie Internierung bzw. Nachkriegskirche die Möglichkeit, den Ungeist der Zeit des nationalsozialistischen Regimes zu überwinden. Durch seine an Karl Barth orientierte Theologie und seinen unabhängigen, selbstständigen Geist gelang ihm ein Gemeindekonzept zu verwirklichen, das den Leitlinien der Barmer Erklärung weitestgehend entsprach.